# 南まりかの唐突ドロップキック
南まりかの唐突ドロップキック 〜明日は勝てるかな?〜（みなみまりかのとうとつドロップキック あしたはかてるかな）は、2011年10月から2017年2月までパチンコ★パチスロTV!で放送されたパチンコ・パチスロ番組。放送日は隔週日曜日の22:00 - 23:00。

## 概要
正義の味方・グラビアアイドルの南まりかが、悪の秘密結社・パチテレ!に出演している48人の怪人をパチンコ・パチスロでのガチンコバトルで倒し、世界を平和に導く。
パチテレで放送された特番『南まりかはどうですかⅡ』をベースに若干のリニューアルを加えレギュラー化したもの。

## ルール
- ガチンコ自腹実戦の収支勝負
- パチンコ&スロット両方OK
- 実戦終了時に確変・時短・ART中の場合は終了まで継続OK
- 実戦時間は入店から5時間

## 出演者
- 南まりか
- 戦闘員 - 制作スタッフが演じ、怪人の手下として偵察やお使いなどをする。
  - 戦闘員タム（#1 - #16）
  - 戦闘員ヨモ（#17 - #28）
  - 戦闘員タニー（#35 - #56）
  - 戦闘員佐藤（サトゥー）（#57 - #128）

## コーナー
- 唐突CLUB - 視聴者から番組宛に送られてきたハガキを紹介するコーナー

## 使用曲
- 『BRAND NEW WORLD』（D-51） - オープニング（当初は毎回使われていたが、途中からは隔回や不定期に使われた）

## その他
- #4から怪人に異名がついた
- #34は動画サイトで欠番となっている
- #53から2週に分けての放送になった
- 戦闘員佐藤に代打ち（投資は怪人持ち）させて結果に反映させることもある
- 南まりかが産休に入ったため、#125から丈幻が代役で出演。
- #127の冒頭に#127,#128が番組最後の対戦で、#129,#130の総集編をもって番組が終了することが発表された。

## 怪人と勝敗
| 回        | 怪人 （異名）                                 | 勝敗 （収支：まりか / 怪人） | 備考                                                                                 |
| --------- | --------------------------------------------- | ---------------------------- | ------------------------------------------------------------------------------------ |
| #1        | 嵐                                            | ○ （+14,000円 / -32,500円）  |                                                                                      |
| #2        | 高島遼                                        | × （-40,000円 / +31,000円）  |                                                                                      |
| #3        | 伊藤真一                                      | × （-35,000円 / -8,000円）   |                                                                                      |
| #4        | セレブ大鳥 （狂犬マルチーズ）                 | × （-34,500円 / +7,500円）   |                                                                                      |
| #5        | 青山シゲキ （ザ・レジェンド）                 | × （-16,500円 / +8,000円）   |                                                                                      |
| #6        | 森本レオ子 （ハンマーウルフ）                 | ○ （-7,500円 / -28,000円）   |                                                                                      |
| #7        | エロマンガパンチ （絶叫兎）                   | ○ （-1,000円 / -18,500円）   |                                                                                      |
| #8        | 風間のん （エロ スロリスト）                  | ○ （-2,700円 / -13,000円）   |                                                                                      |
| #9        | NIYA （回胴ヴァンパイア）                     | × （-23,500円 / +2,500円）   |                                                                                      |
| #10       | 沖ヒカル （ライアーライアー）                 | × （-20,000円 / +36,000円）  |                                                                                      |
| #11       | 南国るりち （ベジータ）                       | ○ （-40,000円 / -47,000円）  |                                                                                      |
| #12       | デラ☆とよまる （雪駄番長）                    | ○ （+16,500円 / +11,500円）  |                                                                                      |
| #13       | 相馬ルイ （ブラックスワン）                   | × （-20,000円 / -15,500円）  |                                                                                      |
| #14       | 助六 （マダムキラー）                         | × （-1,500円 / +18,500円）   |                                                                                      |
| #15       | 田中さん （Mr.NPO）                           | ○ （-12,000円 / -27,000円）  |                                                                                      |
| #16       | 綾瀬モモ （鉄拳バカ）                         | ○ （+37,000円 / -13,000円）  |                                                                                      |
| #17       | ヤマパン （笑うパンダ）                       | ○ （+74,500円 / +11,500円）  |                                                                                      |
| #18       | 八百屋コカツ （ゴーヤ）                       | × （-6,500円 / +16,500円）   |                                                                                      |
| #19       | セグ子 （レインレディー）                     | × （-50,000円 / -40,000円）  |                                                                                      |
| #20       | ジャイロキャプテン （暴走機関車）             | × （-25,000円 / -10,000円）  |                                                                                      |
| #21       | 河原みのり （セクシーダイナマイト）           | ○ （+32,500円 / -15,100円）  |                                                                                      |
| #22       | フナムシ （夜回り飲兵衛）                     | ○ （+57,500円 / +46,000円）  |                                                                                      |
| #23       | バイク修次郎 （暴走ライダー）                 | ○ （+9,000円 / -28,000円）   |                                                                                      |
| #24       | バリンコン （モグリンコン）                   | ○ （+14,000円 / +500円）     |                                                                                      |
| #25       | まりも （神奈月）                             | × （-16,000円 / -12,000円）  |                                                                                      |
| #26       | しおねえ （Salt Lady）                        | × （+14,000円 / +54,500円）  |                                                                                      |
| #27       | ヨースケ （一人貸切りガールズバー）           | × （-34,000円 / +36,000円）  |                                                                                      |
| #28       | 負男 （最下層怪人）                           | × （-36,000円 / -21,000円）  |                                                                                      |
| #29       | 塾長 （シーモネーター）                       | × （-34,000円 / -14,500円）  |                                                                                      |
| #30       | ヒラヤマン （ヒキ弱ドM娘）                    | ○ （+15,500円 / +3,500円）   |                                                                                      |
| #31       | 中武一日二膳 （どエロなスーモ）               | ○ （+52,000円 / +46,000円）  |                                                                                      |
| #32       | エミ （チャック全開バンエイ競馬）             | × （-50,000円 / +69,000円）  |                                                                                      |
| #33       | 諸積ゲンズブルー （自称イケメンマダムキラー） | × （-16,000円 / +54,000円）  |                                                                                      |
| #34       | 小倉遥 （石拾いネトゲ廃人）                   |                              | 動画サイトで欠番となっている                                                         |
| #35       | 青山りょう （お子様禁止!R指定おねえさん）     | ○ （+22,000円 / +6,500円）   |                                                                                      |
| #36       | 渚香織 （博多の谷間ムスメ）                   | × （-35,000円 / -6,500円）   |                                                                                      |
| #37       | 瓢 （初号機ゴッドハンド）                     | ○ （+30,000円 / +12,000円）  |                                                                                      |
| #38       | うっちい （オヤジ界の赤い彗星）               | × （-43,000円 / +58,000円）  |                                                                                      |
| #39       | 松本バッチ （おしゃべりソプラノボイス）       | × （-43,500円 / -16,000円）  |                                                                                      |
| #40       | せんだるか （昭和最強の遺伝子を持つ娘）       | ○ （+2,500円 / -15,000円）   |                                                                                      |
| #41       | バイソン松本 （岡山のカネゴン）               | ○ （-11,500円 / -29,500円）  |                                                                                      |
| #42       | さやか （コスプレ堕天使サヤフェル）           | × （-48,500円 / +2,500円）   |                                                                                      |
| #43       | 梅屋シン （イケメン ドS将軍）                 | ○ （+12,500円 / -4,000円）   |                                                                                      |
| #44       | かおりっきぃ☆ （ヒキ弱ロックオン）            | × （-40,000円 / +3,000円）   |                                                                                      |
| #45       | 辻ヤスシ （道玄坂ライオンズ）                 | × （-16,500円 / -6,000円）   |                                                                                      |
| #46       | 雨宮める （ザ・18禁エロティック）             | × （-3,500円 / -1,500円）    |                                                                                      |
| #47       | 無道X （性欲モンスター）                      | ○ （+30,000円 / -29,000円）  |                                                                                      |
| #48       | MISA （ダメでおバカな26歳）                   | ○ （+33,500円 / +6,000円）   |                                                                                      |
| #49       | ももやまもも （ほのぼの貞子）                 | ○ （+10,500円 / -35,000円）  |                                                                                      |
| #50       | 麗奈 （有り無しニューハーフ）                 | ○ （+9,500円 / -32,000円）   |                                                                                      |
| #51       | 神谷玲子 （GOD VALLEY）                       | × （-40,000円 / +24,500円）  |                                                                                      |
| #52       | シルヴィー （スタッフに気に入られがちな女）   | × （-1,500円 / -27,500円）   |                                                                                      |
| #53,#54   | 青山シゲキ （ザ・レジェンド）                 | ○ （+85,000円 / -17,000円）  |                                                                                      |
| #55,#56   | 和泉純 （野球バカ）                           | ○ （+36,000円 / +35,000円）  |                                                                                      |
| #57,#58   | 二階堂瑠美 （ジャンパチクイーン）             | × （+11,500円 / +16,000円）  |                                                                                      |
| #59,#60   | ドテチン （いい人ギャートルズ）               | × （-25,000円 / +58,500円）  |                                                                                      |
| #61,#62   | たかはしゆい （三十路ハイブリッジ）           | ○ （+26,500円 / +11,000円）  |                                                                                      |
| #63,#64   | カブトムシゆかり （インセクトクイーン）       | ○ （-22,500円 / -30,000円）  |                                                                                      |
| #65,#66   | 清原ゆきな （メイクアップマスター）           | ○ （+88,000円 / -12,000円）  |                                                                                      |
| #67,#68   | マリブ鈴木 （神取）                           | ○ （+18,500円 / +16,000円）  |                                                                                      |
| #69,#70   | スロミック・エイキ （イケメンブリーファー）   | × （-7,000円 / -5,000円）    |                                                                                      |
| #71,#72   | 加藤沙耶香 （窓際の刺客）                     | ○ （+44,500円 / +10,500円）  |                                                                                      |
| #73,#74   | くり （ギャグマシーン）                       | × （-40,000円 / -8,000円）   |                                                                                      |
| #75,#76   | ゲンスイ （毒舌小動物）                       | ○ （-4,000円 / -31,000円）   |                                                                                      |
| #77,#78   | サワ・ミオリ （キュートな小悪魔）             | × （-14,000円 / +3,500円）   | サワの-9,500円に戦闘員佐藤の+13,000円をプラス                                        |
| #79,#80   | チャーミー中元 （ミスターおネエライター）     | ○ （+57,500円 / +4,000円）   | チャーミーは+12,000円だったが 戦闘員佐藤は-8,000円に終わる                           |
| #81,#82   | 鈴虫君 （見切れ王）                           | × （+45,500円 / +140,000円） | 戦闘員佐藤が今回はまりかに加勢 まりか+8,500円、佐藤+37,000円とするも敗北             |
| #83,#84   | 井上由美子 （パチスロファイター）             | × （+14,000円 / +33,000円）  | 井上の-11,000円に戦闘員佐藤の+44,000円をプラス                                       |
| #85,#86   | 山内菜緒 （コスプレ怪人）                     | × （-10,000円 / +21,500円）  |                                                                                      |
| #87,#88   | ネッス （オ○ットの中年）                      | ○ （-18,000円 / -50,000円）  |                                                                                      |
| #89,#90   | ニッタロビンソン （猫大好き芸人）             | × （+50,500円 / +54,000円）  | ニッタの+33,000円（+11,000円に残りの600Gを予測加算）に 戦闘員佐藤の+21,000円をプラス |
| #91,#92   | コング誠 （KONG48）                           | × （±0円 / +50,500円）       |                                                                                      |
| #93,#94   | レビン （番長怪人）                           | ○ （-24,000円 / -56,000円）  |                                                                                      |
| #95,#96   | なるみん （ほわほわ女子）                     | × （-13,500円 / +88,000円）  |                                                                                      |
| #97,#98   | みさお （怪人界のアイドル）                   | × （-13,500円 / -1,000円）   |                                                                                      |
| #99,#100  | 七之助 （ヨイショの達人）                     | × （-45,000円 / -32,500円）  |                                                                                      |
| #101,#102 | 嵐                                            | ○ （+65,000円 / -21,500円）  | まりか&タムと嵐&NEO佐藤のチーム戦 …という夢を見たという夢オチ                        |
| #103,#104 | 優希 （フェロモン怪人）                       | × （-32,000円 / +27,500円）  |                                                                                      |
| #105,#106 | フェアリン （スロット界の妖精）               | ○ （+49,000円 / +16,000円）  | フェアリンの+12,000円に戦闘員佐藤の+4,000円をプラス                                  |
| #107,#108 | りんか隊長 （現役メイドパチンコライター）     | ○ （+46,500円 / -10,000円）  |                                                                                      |
| #109,#110 | オノル （ユニバ怪人）                         | × （-25,000円 / +9,500円）   | オノルの-5,500円に戦闘員佐藤の+15,000円をプラス                                      |
| #111,#112 | 山ちゃんボンバー （牙狼芸人）                 | ○ （-32,000円 / -36,000円）  |                                                                                      |
| #113,#114 | トニー （お祭り男）                           | × （-9,500円 / +49,000円）   |                                                                                      |
| #115,#116 | 小太郎 （プロテイン怪人）                     | ○ （+14,000円 / -17,500円）  | 小太郎は-18,500円、加勢した戦闘員佐藤は+1,000円                                      |
| #117,#118 | 白河雪菜 （パチテレ!サポーター）              | × （+8,500円 / +9,500円）    |                                                                                      |
| #119,#120 | つる子 （パチスロ界のフードファイター）       | × （-40,000円 / -5,000円）   |                                                                                      |
| #121,#122 | 菊丸 （ガンダム怪人）                         | × （-11,500円 / -10,500円）  | 菊丸は-500円、加勢した戦闘員佐藤は-10,000円                                          |
| #123,#124 | 桜キュイン （毒舌元キャバ嬢）                 | ○ （+39,500円 / +10,500円）  |                                                                                      |
| #125,#126 | おもちくん （ブサカワ女子?）                  | × （+500円 / +57,500円）     | 産休のまりかに代わり丈幻が出演 おもちくんはSTが取りきれず、収支は終了時点のもの      |
| #127,#128 | 戦闘員三銃士                                  | ○ （+10,500円 / -8,000円）   | 丈幻と3人の戦闘員（タム、ヨモ、サトゥー）との対戦                                    |
| #129,#130 | －                                            | －                           | 総集編                                                                               |

## スタッフ
- 企画:野田義治
- 技術:SDTエンタープライズ
- MA:WINK2
- ナレーション:増田晋
- 協力:サンズエンタテインメント
- 制作協力:アントラッシュ
- 製作・著作:日本アミューズメント放送株式会社